# Márton Gabriella
Márton Gabriella (Nagyvárad, 1884. június 21. – Rév, 1922. szeptember 22.) újságírónő, Ady Endre első nagyváradi szerelme, Bérczy Ernő nővére.

## Élete
Apja, Márton Ferenc nagyszalontai ügyvéd volt, aki korán elvált feleségétől, Bérczy Idától. Gabriellát, és Ernő öccsét (aki Bérczy Ernő néven ismert színész lett) anyjuk nevelte Nagyváradon. Gabriella polgári iskolába járt, majd különbözeti vizsgát tett a premontrei főgimnáziumban.
Gabriella viselkedésében és modorában szokatlan lány volt, aki rövidre nyírt hajjal járt, fiús kalapban, és tárcákat írogatott a nagyváradi lapokba. Adyval a Szabadság szerkesztőségében ismerkedett meg, akinek annyira felkeltette az érdelkődését, hogy szokása ellenére, még sétálni is hajlandó volt a kedvéért. Kapcsolatuk azonban rövid ideig tartott, mert Gabriella kirívó modernsége ellenére szigorú volt az erkölcseiben. Kapcsolatukra csupán néhány vers emlékeztet: A hosszú hársfa-sor, Lázban (eredetileg: Gabriella), Hazugság nélkül.
Márton Gabriella rövidesen Debrecenbe költözött, ahol szintén írással foglalkozott, és kiadta váradi tárcáit Káprázatok címmel, amelyről Ady is írt biztató kritikát a Nagyváradi Naplóban.
1902-ben egy rokonlátogatáson Csanád megyében megismerkedett Kulcsár Andor (1882–1964)  református lelkipásztorral, akihez 1905. szeptember 21-én Debrecenben férjhez ment, és 1906. október 31-én megszületett Lili lányuk. 1909. május 1-jén a Bihar megyei Révre költöztek, az ottani gyülekezet meghívására. Ezután már csak lelkészfeleségként élt, de férje prédikációinak szigorú kritikusa volt.
Gyermekkori betegségből származó szívbillentyű-bántalomban szenvedett, 38 évesen hunyt el. Réven temették el. 
Férje, 48 év lelkészi szolgálat után, 1957-ben Ausztráliába költözött leányához, és ott is halt meg Sydneyben.

## Kötete
- Káprázatok (tárcák), 1901

## Emlékezete
1994. június 26-án, születésének 110. évfordulójára az Erdélyi Kárpát Egyesület bihari osztálya és a nagyváradi Ady Társaság emlékkövet állított a révi temetőben a következő szöveggel:
MÁRTON GABRIELLA

KULCSÁR ANDOR

révi ref. lelkész felesége

1884–1922

ADY ENDRE

első váradi szerelme,

a Lázban című vers ihletője

emlékére állíttatta az

EKE és az ADY TÁRSASÁG